# جشنة ماليندي
جشنة ماليندي (الاسم العلمي: Anthus melindae) (بالإنجليزية: Malindi Pipit)‏ هو طائر صغير من الجواثم ينتمي لفصيلة التمرة وأم عجلان.